# Миноносцы типа «Нарген»
Миноносцы типа «Нарген» — тип миноносцев Российского флота. Всего было построено 2 миноносца этого типа.

## Строительство
По инициативе И. А. Шестакова верфь Крейтона в Або была избрана в качестве отечественного производителя миноносцев, чтобы решить проблему разнотипности кораблей этого класса в русском флоте. В 1887 году Морское министерство Российской империи выдало заказ на разработку проекта отечественного миноносца верфи Крейтона и Невскому заводу.
В 1888 году предпочтение было отдано проекту Крейтона. Контракт на строительство двух миноносцев был подписан 18 октября 1888 года. Наблюдающим за постройкой назначили корабельного инженера Э. Р. де Грофе, прошедшего стажировку на заводе Нормана. В этом же году миноносцы заложили под названиями «Нарген» и «Гогланд».
Из-за технологических затруднений, миноносцы которые должны были быть готовы к испытаниям через 10 месяцев, спустили на воду лишь в ноябре—декабре 1889 года.
После испытаний в 1890—1891 годах миноносцы были признаны годными для службы на Дальнем Востоке.

## Конструкция
Миноносцы были в длину 46,4 метра и в ширину 4,96 метра. Водоизмещение составляло 152,54 тонн. Средняя осадка составляла 2,36 метра. Команда состояла из одного офицера и 20 матросов.

### Корпус
Корпус металлический, бронирования не имел, был разделён на 13 водонепроницаемых отсеков. Плавучесть сохранялась при затоплении двух носовых или кормового отсеков.

### Механизмы
Главными механизмами служили две паровые машины тройного расширения с двумя котлами Крейтона. Выдаваемая суммарная мощность равнялась 1800 л. с. Движителем служили два винта фиксированного шага. Миноносцы были способны развивать максимальную скорость до 21 узла. Дальность плавания по запасам угля составляла 2400 морских миль.
В качестве вспомогательного движителя могли использоваться паруса.

## Служба
22 августа 1892 года миноносцы вышли из Кронштадта во Владивосток в сопровождении портового судна «Силач».

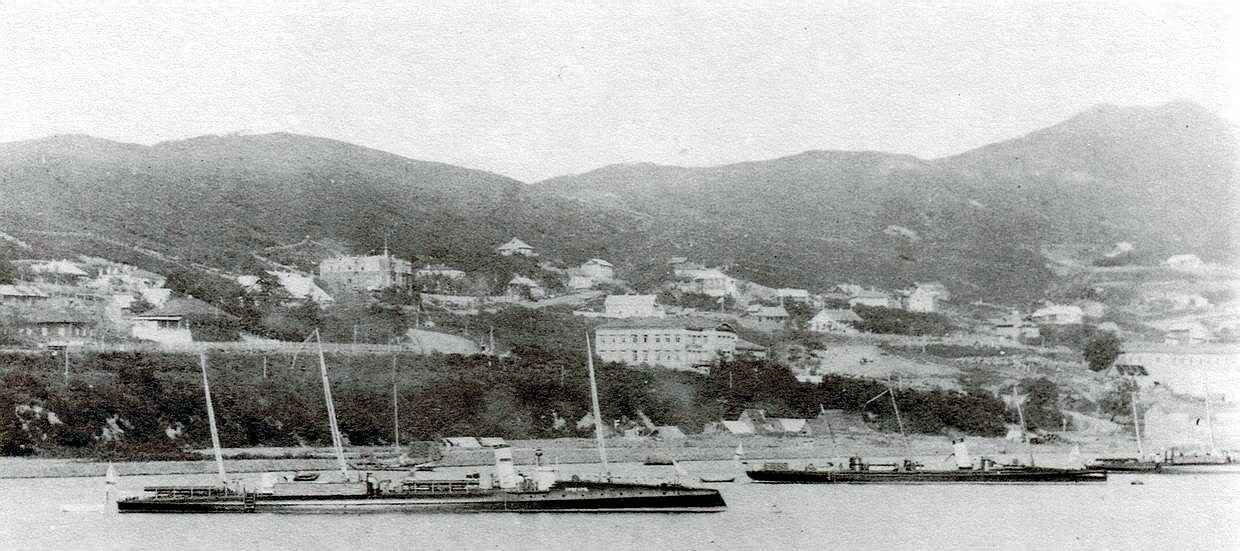
Миноносцы на Владивостокском рейде

23 июня 1893 года они прибыли во Владивосток, и с 27 июня включены в состав Сибирской военной флотилии.
В июле 1893 года миноносцы получили названия «Уссури» и «Сунгари», а в 1898 году им присвоены номера 203 и 204.
Во время Японско-китайской войны 1894—1895 годов, в случае во влечения России в этот конфликт, миноносцы и минный крейсер «Гайдамак» готовились к обороне Владивостока.
В 1900 году миноносцы приняли участие в подавлении Ихэтуаньского восстания в Китае в составе международных сил. В частности, миноносец № 203 (бывший «Уссури») участвовал 17 июня в штурме фортов Таку.
Впоследствии миноносцы базировались на Порт-Артур, но летом 1903 года под конвоем крейсера «Рюрик» вернулись во Владивосток.
Во время Русско-японской войны находились в составе Владивостокского отряда крейсеров.